# Томмі Кук (футболіст)
Томмі Кук (англ. Tommy Cook, 5 січня 1901, Какфілд — 15 січня 1950) — англійський футболіст і крикетист. Згодом — тренер.

## Кар'єра футболіста
У 1920-х роках грав у футбол за команду «Брайтон енд Гоув». Протягом кар'єри забив 123 голи за цю команду в різних турнірах, що досі лишається клубним рекордом. Згодом протягом 1947 року очолював тренерський штаб цієї команди.
1925 року провів одну гру за національну збірну Англії.

## Крикет
З 1922 по 1937 рік грав у крикет за команду рідного графства Сассекс. Провів за ці роки 460 ігор на найвищому рівні. У 1933 і 1934 роках команда посідала друге місце у крикетній першості Англії.

## Життя поза спортом
Був учасником обох світових воєн, причому в Першій світовій брав участь до досягнення повноліття. Під час Другої світової війни проходив службу у складі Військово-повітряних сил Південно-Африканської Республіки і був важко поранений.
15 січня 1950 року, через 10 днів після свого 49-річчя покінчив життя самогубством, прийнявши смертельну дозу снодійного.